# Pulo Perengge
Pulo Perengge is een bestuurslaag in het regentschap Aceh Tenggara van de provincie Atjeh, Indonesië. Pulo Perengge telt 224 inwoners (volkstelling 2010).